# BeIN Sports (Australia)
beIN Sports es un canal de televisión de pago deportivo de Australia y Nueva Zelanda que se lanzó en 2007 como Setanta Sports.
A finales de 2014, Setanta Sports Australia fue adquirida por beIN Media Group. Como resultado, el 24 de noviembre de 2014, el canal pasó a llamarse beIN Sports.
El canal transmite eventos de fútbol, rugby, tenis y balonmano europeo. Sus derechos de transmisión incluyen la Carabao Cup, EFL Championship, Ligue 1, Bundesliga alemana, LaLiga, Serie A de Italia, SPFL, Torneo de las Seis Naciones y WTA.
En septiembre de 2019, Sky Sport firmó una asociación de cuatro años con beIN para una amplia cobertura de fútbol.